# Alfred Franz Carl von Reventlow-Criminil

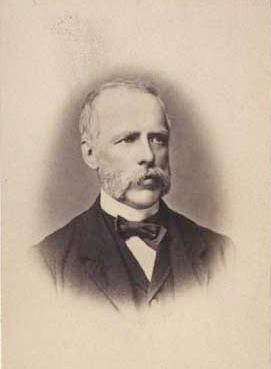
Alfred Franz Carl Graf von Reventlow-Criminil

Alfred Franz Carl Graf von Reventlow-Criminil (* 11. September 1825 in Schwarzenbek; † 22. Oktober 1898 in Ruhleben bei Plön) war ein dänisch-deutscher Diplomat und Gutsbesitzer.

## Leben
Alfred Franz Carl Graf von Reventlow-Criminil war der einzige Sohn von Heinrich von Reventlow-Criminil und seiner Frau Luise Sophie Jeanette Gräfin zu Rantzau aus dem Hause Rastorf (1799–1852).
Er trat in den dänischen diplomatischen Dienst ein und wurde Legationssekretär, zunächst von 1850 bis 1852 an der dänischen Gesandtschaft in Paris, dann in London. Von Januar bis Dezember 1857 war er hier Chargé d’affaires, da der Posten des Gesandten in dieser Zeit vakant war. Im Zusammenhang mit dem Deutsch-Dänischen Krieg 1864 schied er aus dem dänischen Staatsdienst aus.
Nach dem Tod seines Vaters erbte er 1869 Ruhleben.
Er war zunächst seit dem 27. Mai 1854 verheiratet mit Komtess Malwine Louise Anna Reventlow (* 17. Dezember 1831; † 28. August 1857), dann seit dem 24. September 1860 mit Komtess Bertha Louise Camilla Reventlou (* 2. Oktober 1835; † 16. August 1869) und schließlich seit 2. Dezember 1873 mit Komtess Marie Louise Christiane Reventlou auf Farve (* 2. Dezember 1833; † 27. Dezember 1910). Seine zweite und dritte Frau waren Schwestern und Töchter von Ernst Christian von Reventlow. Aus der zweiten Ehe stammten die Söhne Heinrich Ernst Carl Christian (* 26. Juni 1861), Ernst Friedrich (* 4. November 1862) und Christian Conrad Carl (* 3. Januar 1864).

## Auszeichnungen
- Kammerherr
- Dannebrogorden, Ritter (1856)
- Russischer Orden der Heiligen Anna, 2. Klasse
- Johanniterorden, Rechtsritter (1883)[3]